# Paganini-etűdök
A Paganini-etűdök (francia címe: Grandes études de Paganini) Liszt Ferenc hat darabból álló zongoraciklusa, amely Niccolò Paganini által ihletve, az ő caprice-ainak feldolgozásaként születtek. Liszt 1838-ban és 1851-ben foglalkozott a művekkel, kottája 1851-ben jelent meg nyomtatásban. Műjegyzékszáma: S.141.

## A mű születése
A fiatal, húszéves Liszt 1831. március 31-én hallotta először játszani Párizsban az akkor már Európa-szerte híres Niccolò Paganinit, „az ördög hegedűsét”, és azonnal elbűvölte a káprázatos hangszertudás, az új effektusok, az újfajta hangszeres virtuozitás. Később ezt írta róla: „„Micsoda ember, micsoda hegedű, micsoda művész!” Elhatározta, hogy saját zongorajátékát is hasonló szintre fejleszti, addig nem látott-hallott módon kitágítja a zongora és a zongorázás lehetőségeit. Módszeres munkába, sanyargató gyakorlásba fogott, és már a következő évben megkomponálta a fantasztikus nehézségű, Paganini 2., h-moll hegedűversenyének rondó-finálé témájára Clochette- (Csengettyű-) fantáziáját, ami a La Campanella című híres darab elődjének számít. Ekkor indult Liszt szédületes zongoravirtuózi karrierje, amellyel egész Európa ünnepelt zongoristájává vált.
A hat darabból álló Paganini-etűdök első változatát (S.141) Liszt 1838-ban írta, amely Paganini szólóhegedűre írt caprice-ainak (24 Capricci per il violino solo, dedicati agli artisti) nyomán készült. A sorozat címe ekkor Transzcendens etűdök Paganini nyomán (Études d’exécution transcendante d’aprés Paganini) volt. A ciklus olyan nehéz volt, hogy magán Liszten kívül sokáig senki nem tudta eljátszani a darabokat. A művek ajánlása Clara Schumann-nak, Robert Schumann feleségének szólt. Schumann szintén nagyra értékelte Paganini tevékenységét, akinek hatására szintén zongoravirtuóz akart lenni, és ő is írt Paganini-átiratokat. Liszt a kotta első etűdjéhez odanyomtatta a Schumann-féle változatot is, amit Clara Schumann erősen sérelmezett, azt feltételezve, hogy ezzel Liszt a saját fölényét akarta megmutatni.
Liszt 1851-ben újra elővette és átdolgozta a sorozatot, ekkor született meg az a változat, amelyet ma is játszanak. A ciklus ekkor kapta a Paganini-etűdök (Grandes études de Paganini) címet. Nyomtatásban még ugyanebben az évben megjelent a lipcsei Breitkopf und Härtel kiadó gondozásában. Ezt a ciklust is  Clara Schumann-nak ajánlotta, annak ellenére, hogy túl sok hálát nem tapasztalt a hölgy részéről (ebben a kottában már nem szerepeltette a Schumann-darabot).

## A zene
1. etűd
A g-moll, 3/4-es ütemű darabban Liszt Paganini V. és VI. caprice-ának anyagát dolgozta fel (az eleje és a vége az V. caprice-on, a közepe a VI. caprice-on alapul). Az etűdben a tremolójátéknak és a vele együtt éneklő dallamvezetésnek van szerepe, olyan a hatás, mintha két hegedű játszana egyszerre.
2. etűd
A Paganini VII. caprice-ából készült Esz-dúr darabban a briliáns skálamenetek és a szédítő iramú oktávok megszólaltatása jelenti a nehézséget.
3. etűd

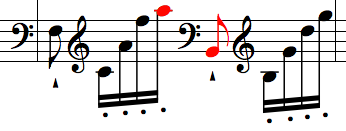
A 3. etűd, a La Campanella kottájának részlete (a piros hangjegyek a zongorán kb. 46 cm távolságra vannak egymástól)

A gisz-moll darab, a La Campanella, amelyben Liszt a Clochette-fantáziát használja fel. Az etűd egyébként Paganini h-moll és részben D-dúr hegedűversenye fináléjának témáját dolgozza fel. A darab előadása olyan zongoratechnikai nehézségeket jelentett, amire akkoriban csak az új Erard-zongorák biztosítottak lehetőséget (különösen a bal kéz játszik be hatalmas távolságokat a billentyűkön).
4. etűd
Az etűd Paganini I. caprice-ának átdolgozása. A 2/4-es, E-dúr darab kottaképe meglepő: Liszt egyetlen ötvonalas kottában ábrázolta mindkét kéz szólamát, akár egy hegedűkottában.
5. etűd
Az ötödik darab Paganini IX. caprice-ának átdolgozása. Ez az etűd La chasse – A vadászat néven ismert (E-dúr, 2/4), amelyben Liszt a fuvolák és a kürtök hangját utánozta, erre utalnak az „imitando il flauto” és az „imitando il corno” utasítások.
6. etűd
A hatodik etűd (a-moll, 2/4) Paganini XXIV. caprice-ára épül. Érdekesség, hogy a tizenegy variációt tartalmazó darab kilencedik változatába Liszt hegedűtechnikai utasítást írt: „quasi pizzicato”. Ezt a témát később Brahms, Rachmaninov és Lutosławski is feldolgozta.